# Polując na słonie
Polując na słonie (ang. Hunting Elephants, hebr. Latzud Pilim) – izraelska komedia kryminalna z 2013 roku w reżyserii Reszefa Lewiego, który napisał też scenariusz wspólnie z Regewem Lewim. W rolach głównych wystąpili Sason Gabbaj, Moni Moszonow, Patrick Stewart, Gil Blank i Ja’el Abecassis. Zdjęcia do filmu kręcono w Jerozolimie. Premiera odbyła się 4 lipca 2013 roku.
Film zebrał 7 nominacji do nagrody Izraelskiej Akademii Filmowej (Ofiry) w kategoriach: najlepszy film, aktor (Sason Gabbaj), aktorka drugoplanowa (Rotem Zussman), aktor drugoplanowy (Moni Moszonow), charakteryzacja (Orli Ronen), reżyseria obsady (Liron Zohar i Na’ama Zaltzman) oraz scenariusz (Regew Lewi i Reszef Lewi).

## Fabuła
Fabuła filmu skupia się wokół rodziny Jonathana (Gil Blank). Ojciec Jonathana, Daniel (Cewika Hadar) umiera na zawał mięśnia sercowego w banku, w którym pracował. Niestety syn nie mógł mu pomóc. Dyrektor banku Dedi (Mosze Iwgy) odmawia wypłaty odszkodowania, ponieważ umowa z zakładem ubezpieczeń nie obejmuje takiego zdarzenia. Aby rozwiązać swoje problemy finansowe, Jonathan, Michael (Patrick Stewart), Eliyahu (Sason Gabbaj) i Nick (Moni Moszonow) planują napad na bank, w którym wcześniej pracował zmarły Daniel.

## Obsada
- Gil Blank jako Jonathan
- Sason Gabbaj jako Eliyahu
- Moni Moszonow jako Nick
- Patrick Stewart jako Michael Simpson
- Ja’el Abecassis jako Dorit
- Mosze Iwgy jako Dedi
- Cewika Hadar jako Daniel
- Rina Schenfeld jako Roda
- Rotem Zisman-Cohen jako Sigi